# Oberlausitzer Forstmuseum

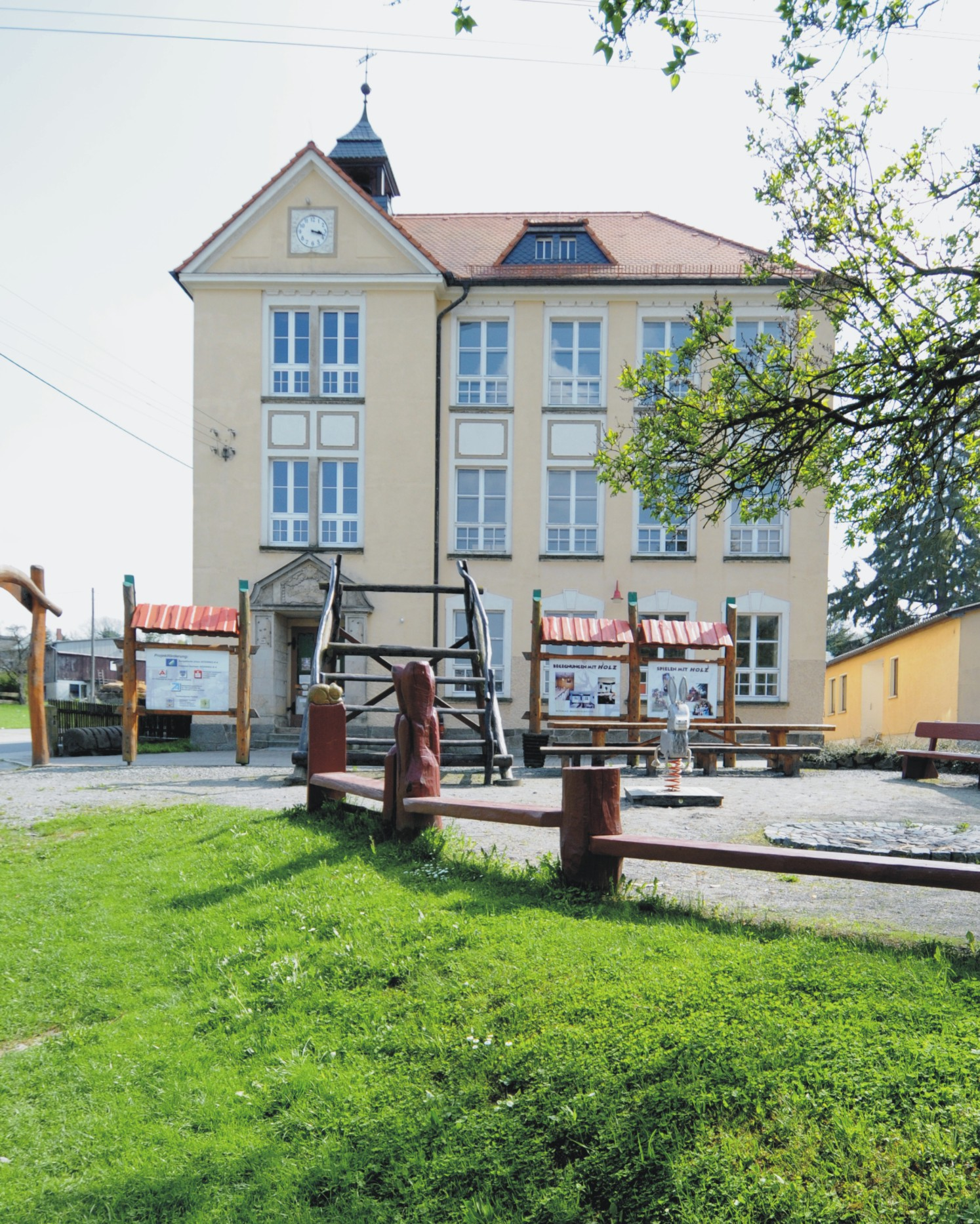
Ansicht der Lessingschule

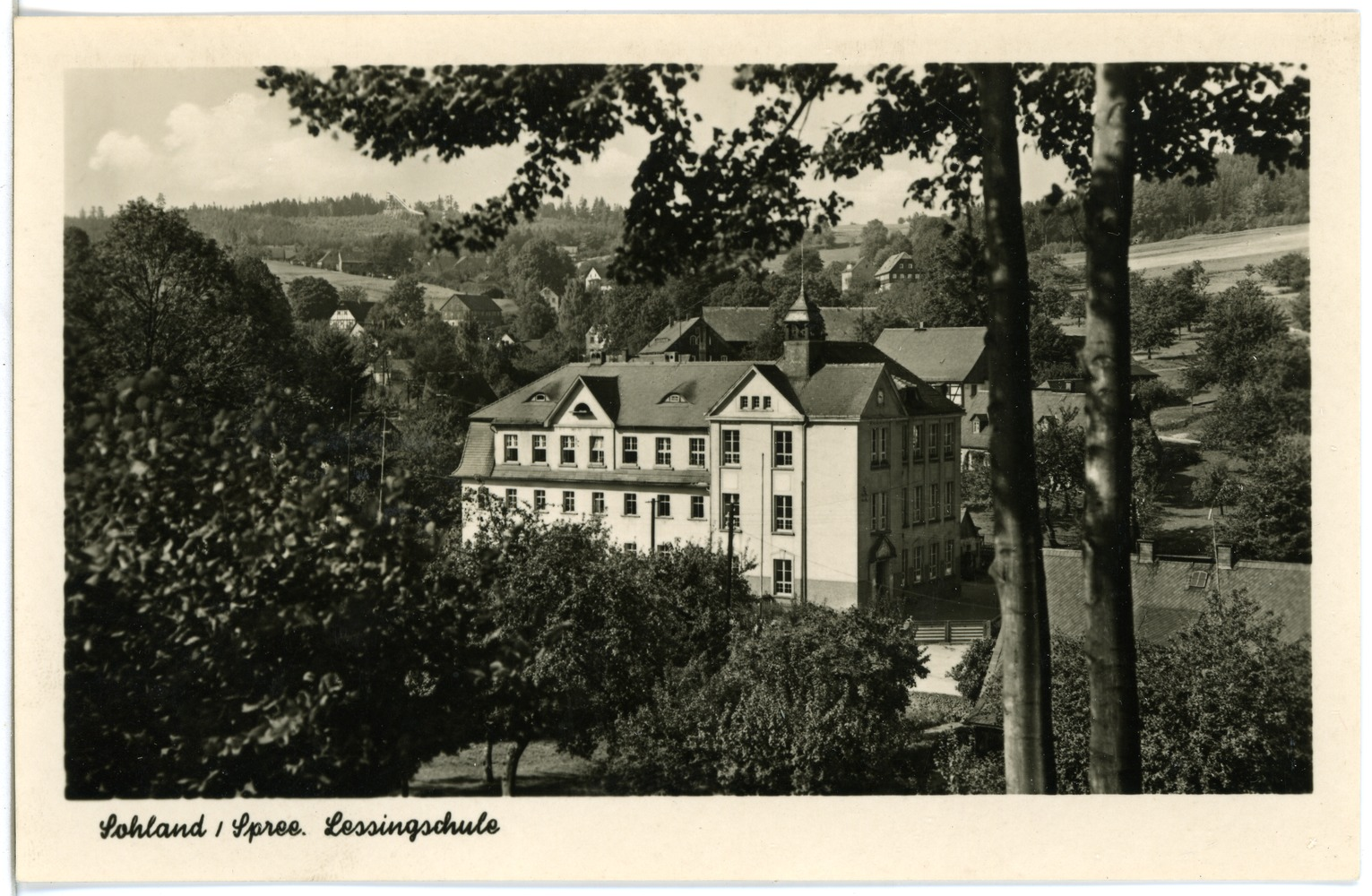
Lessingschule, 1955

Das Oberlausitzer Forstmuseum befindet sich in der Gemeinde Sohland an der Spree im Landkreis Bautzen und wird vom Freundeskreis Forstmuseum Oberlausitz e. V. mit Unterstützung der Gemeinde Sohland an der Spree betrieben.

## Lage
Das Museum befindet sich in der ehemaligen Lessingschule (Hainspacher Straße 21) in der Ortslage Obersohland. In unmittelbarer Nachbarschaft liegt das Heimatmuseum Altes Weberhaus.

## Lessingschule
Die Lessingschule war die Dorfschule von Obersohland, seit 1923 trug sie den Namen „Lessingschule“. Im Jahre 2000 wurde die Grundschule geschlossen. Im gleichen Jahr wurde der Verein Oberlausitzer Holzgestaltung e. V. (Ola-Ho) gegründet und richtete im Schulgebäude eine Werkstatt ein, in der vor allem Kinderspielgeräte gefertigt werden. 2001 wurde in einem Raum der Schule eine Ausstellung zur Waldarbeit eingerichtet, aus der das Oberlausitzer Forstmuseum hervorging.
Die Ola-Ho ist Veranstalter des seit 2002 jährlich auf dem Schulgelände stattfindenden Holz- und Waldfestes. 2004 wurde in der Lessingschule die 2. Pumphutt-Sonderausstellung gezeigt.
Im Jahre 2015 verkaufte die Gemeinde Sohland die Lessingschule an die Ola-Ho. Die ehemalige Schule hat sich zum soziokulturellen und musealen Zentrum im Sohlander Oberdorf entwickelt.

## Museum
In der Nachwendezeit retteten ehemalige Forstleute Werkzeuge, Maschinen, Geräte und Bücher aus Forsthäusern vor der Vernichtung. 2001 wurde in einem ehemaligen Schulraum die Ausstellung „Waldarbeit“ eingerichtet. Diese wurde 2005 um das „Försterzimmer“ und 2007 um die Ausstellung „Forstvermessung und Forstkarten“ erweitert.
In den Jahren 2014 bis 2015 entstand in Zusammenarbeit mit der Mittleren Forstschule Schluckenau die durch die Euroregion Neiße geförderte Ausstellung „Historische Waldnutzungen in der Oberlausitz“. Zugleich wurde das Oberlausitzer Forstmuseum im Rahmen eines Projekts der Euroregion mit dem Forstmuseum im Schloss Schluckenau vernetzt. Zwischen beiden Museen wurde ein grenzüberschreitender Wanderweg angelegt, der über 6,5 Kilometer von Obersohland durch das Schebich und Neugrafenwalde (Nové Hraběcí) nach Schluckenau führt.